# Serranía de Abibe
La serranía de Abibe est un massif montagneux situé en Colombie. Elle fait partie de la cordillère Occidentale, une des trois branches des Andes colombiennes, dont elle est un prolongement.

## Géographie
La serranía de Abibe est située au nord-ouest de la cordillère Occidentale, au nord du nœud de Paramillo. Elle est séparée à l'est de la serranía de San Jerónimo par la vallée du río Sinú et est bordée à l'ouest par la vallée du río Atrato. Son point culminant est le Cerro de Carrizal (2 200 m).
La serranía de Abibe sert de frontière naturelle entre les départements d'Antioquia et de Córdoba.